# Шпачинський Еразм Корнелійович
Ера́зм Корне́лійович Шпачи́нський (рос. Эразм Корнелиевич Шпачинский; 1848, Кам'янець-Подільський — 6 (19) листопада 1912) — математик, фізик, редактор і видавець журналу «Вестник опытной физики и элементарной математики».

## Біографія
1866 року закінчив Кам'янець-Подільську чоловічу гімназію .
У 1868—1873 роках навчався на фізико-математичному факультеті Київського університету.